# Молоховские ворота
Молоховские ворота (Малаховские, Молохвинские) — одна из несохранившихся до наших дней башен и ворот Смоленской крепостной стены.

## Местонахождение и внешний вид

Молоховские ворота — № 25 на схеме.

Молоховские ворота находились в центре северной части нынешней площади Победы, между Моховой башней и безымянной четырёхугольной башней. Изначально представляла собой четырёхугольную башню с проезжими воротами. После крушения старой башни на её месте была построена новая постройка, окончательно разрушенная в 1930-е год.
Старая башня состояла из четырёх ярусов. Она имела шатровую кровлю, над которой была надстройка с набатным колоколом. Сквозной сводчатый проезд закрывался створками, а также башня имела калитку для пешего прохода. Молоховские ворота, наряду с Днепровскими (Фроловскими), были одним из главных путей въезда в Смоленск. От них начинались дороги на запад (Краснинская), юг (Киевская) и юго-восток (Рославльская). Башню прикрывал земляной бастион со рвом, через который был перекинут деревянный мост. На бастионе для обороны были установлены пушки. Также пушки располагались у самих ворот. Земляной бастион был срыт при постройке новой башни.

## История
Название башни происходит от направления пути из ворот в Молохвинскую (Молоховскую) волость, в которой находились реки Молохва, Молоховка и Молофа (ныне — территория Краснинского и Мстиславского районов).
5 ноября (по новому стилю — 17 ноября) 1812 года Молоховские ворота были взорваны оставляющими Смоленск войсками императора Наполеона I. По указанию императора Николая I в 1833 либо в 1840 году на пожертвования смолян на месте ворот была построена новая башня, в которой были устроены проезжие ворота и пешие проходы по сторонам. Над воротами была построена надвратная церковь в честь иконы Благовещения Пресвятой Богородицы, которая стояла над воротами старой башни и после взрыва была найдена невредимой в куче мусора.
На нижнем ярусе башни с 1915 года располагался Историко-археологический музей, который был переведён туда из здания городской думы, в которой он находился с 1888 года. В 1921 году музей был размещён на Соборной горе. В 1929—1930 годах в башне размещался антирелигиозный музей, также впоследствии переведённый на Соборную гору. Позднее здесь находился Западный областной музей и архив истории партии. В 1936 либо в 1937 году при перепланировке площади Смирнова (ныне — площадь Победы) башня с прилегающими пряслами стены была снесена.
Весной 2011 года при постройке подземного перехода на площади Смирнова были обнаружены остатки фундамента Молоховских ворот.
|                                                             |                                                                     |                                                                     |
| Вид с Красновского шоссе (ныне - территория площади Победы) | Вид с улицы Большой Благовещенской (ныне - улица Большая Советская) | Вид с улицы Большой Благовещенской (ныне - улица Большая Советская) |
|                                                             |                                                                     |                                                                     |
| Вид с нынешней улицы Дзержинского                           | Вид с бульвара 1812 года (ныне - Сквер Памяти Героев)               | Вид с улицы Большой Благовещенской (ныне - улица Большая Советская) |